# Piedras de Beaghmore
Las piedras de Beaghmore, en el condado de Tyrone, en Irlanda del Norte, son un complejo de piedras de la Edad de Bronce que se llama Beaghmore. En castellano significa la llanura o el páramo de los abedules, un nombre que refleja que en tiempos pasados la zona era un bosque que posteriormente fue talado.
Beaghmore es entonces un complejo de piedras en forma de círculos, líneas y monumentos que hoy  son considerados un patrimonio histórico nacional. Las excavaciones aquí comenzaron en 1940 cuando empezaron a salir a luz un total de 1269 piedras. Los arqueólogos han estimado que en la zona hubo presencia humana ya en tiempos neolíticos y durante la Edad de Bronce y es muy posible que el complejo entero todavía no haya aparecido y  permanezcan aún enterradas más piedras.
Hoy se pueden ver siete círculos de piedra de distintos tamaños de entre 12 y 20 m de diámetro que se asocian a enterramientos, rituales y observación astronómica. Las piedras no son muy grandes pero el lugar sorprende.